# 16036 Moroz
16036 Moroz este un asteroid din centura principală de asteroizi.

## Descriere
16036 Moroz este un asteroid din centura principală de asteroizi. A fost descoperit pe 10 aprilie 1999 la Stația Anderson Mesa în cadrul programului LONEOS. El prezintă o orbită caracterizată de o semiaxă mare de 2,74 ua, o excentricitate de 0,15 și o înclinație de 7,1° în raport cu ecliptica.